# Eurotopia
Eurotopia é o sexto álbum de estúdio do músico sueco E-Type. Foi lançado na Suécia em 2007. Produzido por Max Martin.

## Faixas
Vocais de coro por Sanne Karlsson, exceto faixa 8 (por Anna Nordell) e faixa 9 (Sarah Dawn Finer).
| #   |  | Faixa            | Autor                   | Duração |
| --- |  | ---------------- | ----------------------- | ------- |
| 01. |  | "True Believer"  | E-type/Savan Kotecha    | 3:41    |
| 02. |  | "The Tide"       | E-type                  | 3:57    |
| 03. |  | "Eurofighter"    | E-type/Anna Nordell     | 3:47    |
| 04. |  | "Make Us High"   | E-type/Anna Nordell     | 4:09    |
| 05. |  | "Like A Child"   | E-type                  | 4:17    |
| 06. |  | "Last Day Alive" | E-type/Anna Nordell     | 4:02    |
| 07. |  | "To The Lions"   | E-type/Anna Nordell     | 3:42    |
| 08. |  | "Ding Ding Song" | E-type/Anna Nordell     | 3:34    |
| 09. |  | "Inside"         | E-type/Sarah Dawn Finer | 4:52    |

## Paradas musicais
| Gráfico              | Posição de pico | Vendas e certificações |
| -------------------- | --------------- | ---------------------- |
| Swedish Albums Chart | 10.             |                        |